# Fédération Haïtienne de Football
Der Haitianische Fußballverband Fédération Haïtienne de Football (Haitianisch-Kreolisch Federasyon Foutbòl Ayisyen) wurde im Jahr 1904 gegründet und trat im Jahr 1933 der FIFA bei.
Im Januar 2016 wurde Yves Jean-Bart zum vierten Mal für das Amt des Präsidenten der FHF wiedergewählt.

## Missbrauchsskandal
Ende April 2020 wurde Jean-Bart langjähriger und vielfacher sexueller Missbrauch junger Fußballerinnen im nationalen Trainingscenter der FHF vorgeworfen. Von der FIFA wurden daraufhin Untersuchungen eingeleitet; Jean-Bart wurde vorläufig für 90 Tage suspendiert; er bestritt alle Vorwürfe. Er ignorierte die FIFA-Sperre und lenkte weiterhin die Geschicke des Verbandes. Im März 2023 sah sich die FIFA genötigt, in einem Schreiben an Lucas Hernandez, den Vorsitzenden des im Dezember 2022 eingerichteten „Normalisierungskomitees“ (Comité de normalisation) zu unterstreichen, das lediglich das Komitee berechtigt sei, den haitianischen Fußballverband zu leiten.